# 紺野ひかる
紺野 ひかる（こんの ひかる、1994年1月16日 - ）は、日本のAV女優。ロータス東京に所属していたが、ロータスグループ再編によりファンスタープロモーションに所属。

## 略歴
北海道出身。2013年6月、ビデオメーカー・kawaii*の専属女優としてAVデビュー。
kawaii*の専属を離れてからは、企画単体女優として数多くの作品に出演している。
2019年10月、ゲオTV×メンズサイゾー ADULT AWARD 2019・キス＆フェラ部門にノミネート。二つ名は「とろけるキス魔」。
2019年12月4日、スカパー!アダルト放送大賞2020にて、女優賞にチェリーボム推薦でノミネート。
2020年2月、紗倉まな主演『「次は、あなたの番ですよね?」美人ウェディングプランナー復讐編　無理やり犯され、強制連続中出しされ続けた…本当の理由。』で週刊プレイボーイ・AVライター選定「2020エロデミー賞」助演女優賞を受賞。
同年11月28日、新型コロナウイルス感染拡大の影響を受け延期されていたスカパー!アダルト放送大賞2020授賞式が開催され、千原ジュニアの推薦を受けダラケ!賞を受賞。
2021年2月、ゲオTV「バレンタインチョコを貰いたいAV女優！アンケート」第10位を獲得。
2022年より冠トークイベント「こんぴかのスケベ専門学校ッス」を不定期で開催。

## 人物
- 趣味はアニメ[1]。
- 週刊プレイボーイ掲載記事ではAVライターがファッションモデルとしても通用しそうな長身とスレンダーさが特徴と論じ、「アダルト人間国宝」と紹介[7]。容姿だけでなく、男を責める痴女から調教されるM女までどんな役でもこなし、エロくできるさまが国宝的と解説している[7]。喫煙者である

## 作品

### アダルトDVD

#### 2013年
- 新人!kawaii*専属デビュ→ スタア発掘★眠れる森の美少女（6月25日、kawaii*）※デビュー作
- 紺野ひかるの風俗フルコース4本番（7月25日、kawaii*）
- 一撃顔射ひかるんルン♪（8月25日、kawaii*）
- エッチな私を見て下さい 美少女の本気ふぇら、本気おなにぃ、本気せっくす（9月25日、kawaii*）
- ドッキリひかる大作戦 フリ無し挿入こんな所で…（10月25日、kawaii*）

#### 2014年
- PLAY GIRL 〜表と裏で攻守交代〜（1月20日、D☆Collection）
- 紺野ひかる 全作コンプリートだょ★ 8時間special（1月25日、kawaii*）※総集編
- 一般男性さんと乱交パーティー（2月19日、D☆Collection）
- D☆colleデビュー 何でもレンタル -紺野ひかるAV女優-（3月19日、D☆Collection）
- 働くオンナのいいなりSEX（4月7日、D☆Collection）
- 美脚パンスト美女の誘惑（5月19日、D☆Collection）
- 彼氏の前でヤラレル美少女（6月7日、D☆Collection）
- 淫酒美人 ※普段はかわいらしいユルフワ系なのに、酔うと人が変わったように、男を誰彼かまわず襲い出します。（6月11日、プレステージ）
- 新橋駅日比谷口高級回春マッサージ 5（6月11日、DOC）他出演:菖蒲るい、水野葵、涼風ことの
- 30cmの赤い糸に繋がれたままで見知らぬ男女が一晩過ごしたら… 火が付いて初対面SEXに落ちるのか?（6月19日、SODクリエイト）※「みなみ」名義　他出演:のぞみ、あみ
- kira★kira BLACK GAL W日焼け黒ギャルソープランド きゃわたん泡姫ロリロリGAL（6月19日、kira☆kira）共演:咲田ありな
- 人間観察ドキュメント ネットで話題の個人レッスン出張サービス。を、行っている美人講師を強引にヤる。 09（7月1日、プレステージ）他出演:倉科紗央莉、真野ゆりあ ほか
- 逆ナン×即ヌキ×ドスケベ娘 練馬区編（7月10日、プレステージ）共演:茜あずさ
- 偶然見かけた貧乳女子がまさかのノーブラ!? 見られる事に興奮した彼女の敏感乳首はビンビンに立っていて…（7月10日、DOC）他出演:大見はるか、白咲ちえ
- 「間違えたフリして女子校生だらけの女性専用車両に乗り込んで勃起したらヤられまくった」 VOL.1（8月7日、DANDY）他出演:彩城ゆりな、阿部乃みく、愛須心亜、仁美まどか ほか
- 酔い潰れて助手席で寝る嫁の妹に手を出した俺（8月7日、AKNR）他出演:二宮ナナ、和久井なな
- 司書の私（レズビアン）が勤める図書館には時々、恥ずかしそうにしながらHな書籍（官能小説、How to本、ヌード本など）を探しに女子がやって来る。 2（8月7日、Hunter）他出演;篠めぐみ、みづなれい ほか
- 上下とろとろ痴漢 超満員電車で身動きの取れないウブ女子校生の上と下のお口にチ○ポ同時挿入で愛液があふれ滴り落ちる程感じさせろ!!（8月7日、アパッチ）他出演:有村千佳、桃原まみか、篠めぐみ、友田彩也香
- D☆Collection BEST 紺野ひかる完全ノーカット8時間special（8月7日、D☆Collection）※総集編
- 国民的アイドル M-girls 2 誘惑超絶大乱交4時間スペシャル 〜トップアイドル目指して酒池肉林のSEX接待〜（8月13日、MOODYZ）共演:川村まや、保坂えり、湊莉久、乙葉ななせ、杏咲望、松元れいか、若菜みなみ、篠田ゆう、竹内真琴、夏海いく、永瀬里美、彩城ゆりな、友田彩也香
- 絶対妊娠宣言! 危険日にドエロ洗脳して、極限までじらしてためさせたドロドロ精子をガンギマリSEXで子宮に中出し!!（8月19日、ジェントルマン）
- 素股痴漢 〜うぶな女のマ○コにチ○ポを擦りまくって発情させろ!!〜（8月21日、ナチュラルハイ）他出演:愛須心亜、彩城ゆりな、阿部乃みく ほか
- 温泉宿で大ラッキー! 酔った女子大生とまさかのエロ飲み会! 中年男の悠々自適の一人旅。都会の喧騒を離れ閑静な温泉宿のはずが…。 隣の部屋の女子大生たちがうるさすぎる!意を決して文句を言おうと乗りこんだら、酔っ払ってどんちゃん騒ぎの女子大生たちの輪の中に引き込まれてしまい、あれよ、あれよという間に酒池肉林!?（8月21日、Hunter）他出演:真木今日子、西川りおん、橘優花、彩城ゆりな ほか
- 速攻ハメ車!! 青姦乱交キャンピングカー（8月22日、S級素人）他出演:水城唯、滝本アリサ、柚本ひまり ほか
- ｢チンポを勃てて悦ばす｣が校訓の憧れの都内一等地にある南青○性女学院（9月2日、DOC）共演:さくらえな、原ゆりあ、香椎りおん、川田悠美、倉科紗央莉、大崎みこと、大澤美咲、北山悠、睦見しほ、檸檬、臼井あいみ、小川めるる、生駒はるな、あおば結衣、白咲碧、白咲ちえ、篠宮ゆり、愛須心亜
- 妊娠してもいいから中に出して（9月4日、グローリークエスト）
- 「脚ナルシスト」 紺野ひかるの私物のストッキングや靴下でコク（9月5日、フリーダム）
- 20歳以上離れている娘の友達に手を出した俺（9月6日、AKNR）他出演:茅ヶ崎りおん、苺ミク
- 女子だけ半裸学園（9月6日、AKNR）共演:阿部乃みく、湊莉久、白咲碧
- 満員電車で女子高生グループに身動きができないほど前後密着! 10代の甘い香りにたまらず勃起してしまい、痴漢に間違われると思って焦っていたらまさかの勃起チ○ポに興味津々でからかいながらもヌイてくれた!（9月6日、Hunter）他出演:芦名ユリア、篠宮ゆり、あおば結衣、芹沢つむぎ、水城唯、有本紗世、浜崎真緒、阿部乃みく、宮本菜々花 ほか
- 過激すぎるド素人娘 4時間スペシャル 18（9月12日、S級素人）他出演:Ray、竹内真琴、夏希ルア ほか
- MOODYZファン感謝祭 バコバコバスツアー2014 南国バコバコランド大乱交!!（9月13日、MOODYZ）共演:上原亜衣、つぼみ、乙葉ななせ、浜崎真緒、湊莉久、神波多一花、夏目優希、川村まや、波多野結衣、篠めぐみ、枢木みかん、佳苗るか、阿部乃みく、桜井あゆ、槇原愛菜
- 痴漢“痴女化”計画 2 感じてもイカセない寸止め痴漢でチ○ポを求めだす女子校生（9月25日、ナチュラルハイ）他出演:浜崎真緒、竹内真琴、荒木まい、阿部乃みく
- 「あれっ?もしかして乳首!?」 勉強もスポーツもダメだけどやたらと視力だけは良いボクの目に飛び込んできたのは（勉強を教えている妹、残業中の同僚、美人お手伝いさん、ゴミ捨てに来る若妻）の胸元から見える乳首!! 当然、見る事をヤメるなんて出来ません!!（9月24日、アパッチ）他出演:有村千佳、夏目優希、愛須心亜 ほか
- ハニカミ美少女のエッチな日常（10月1日、S-Cute）他出演:佐々木玲奈、鈴木心葉、白石ありさ、本澤朋美
- あなたと逢う日はスカートで…（10月3日、光夜蝶）
- 大好きな彼氏がいても種付けセックスを本気でしてしまう可愛い女の子は好きですか?（10月3日、NON）
- 本気で感じるディルドオナニー（10月3日、虎堂） 他出演:篠田ゆう、真木今日子、青葉優香、椿かなり
- 当直ナースは意外とヤレる!?入院中オナニーしてる患者の勃起チ○ポを見たナースがお手伝いしてくれた。（10月3日、OFFICE K'S）他出演:新山かえで、青葉優香
- （恥）素人娘アナルおっぴろげ VOL.1（10月3日、OFFICE K'S）他出演:篠田ゆう、真木今日子、椿かなり、辻井ゆう ほか
- 「『エッチ動画を見て興奮するわけないじゃん』と言っていた姉が…僕が風呂に入っていると『オナニー手伝ってあげよっか?』」 VOL.1（10月9日、DANDY）他出演:あやね遥菜 ほか
- カラダの良い現役高学歴CAの卑猥な休日SEXライフ FLIGHT 2（10月10日、BAZOOKA）他出演:川菜美鈴、大場ゆい、橘優花
- 中出しされたザーメンをごっくん 大乱交4時間SPECIAL (10月13日、MOODYZ) 他出演:枢木みかん、佳苗るか、佐々木玲奈
- ギャルRQ着衣FUCK（10月16日、グローリークエスト）
- 唾液つゆだくディープスロート（10月17日、OFFICE K'S）他出演:青葉優香、篠田ゆう、椿かなり、真木今日子、新山かえで
- 朝ゴミ出しする近所のノーブラ奥さんとやっちゃった俺 4（10月23日、AKNR）他出演:苺ミク、本田莉子
- あれまさか? ノーブラ透け乳首ポッチ?! 隣に住む女子大生はいつも優しく僕にあいさつしてくれるけど、服装がラフすぎて乳首まるわかり。視線に気づいて、私のおっぱいでいいの?と聞かれた件。（10月23日、SWITCH）
- 人妻専門風俗店に行ったら、隣の家の美人奥さんが出てきてビックリ!しかし!ここは世間話をする場でもないので予定通りのコースをしてもらった!更に「主人には絶対ナイショでお願いします」と口止め料としてまさかの本番サービスをしてくれた!!（10月24日、SCOOP）
- 脱法ガールの痙攣中出しセックス（10月25日、本中）
- 体調の悪い僕を心配してくれた優しい姉の性格を利用して、性処理をお願いしたら困った顔をしながらもかなりのテクで抜いてくれた。（11月7日、NON）他出演:水原さな、希咲エマ、橘優花、夏海いく、平沢なつ
- ビーチで浮かれている恋人なしのシングル同士を初対面デートさせて「ミッションクリアしたら二人に賞金」と言って協力させたら互いに火がついて…（11月7日、DIY）
- 「制服・下着・全裸」でおもてなし またがりオマ○コ航空 3（11月8日、SODクリエイト）共演者:神波多一花、保坂えり、山本美和子
- 浴室の扉を開けたら清楚なお姉ちゃんがオシッコ中! 初めて見た姉のオマ○コに欲情した弟は抑えがきかず禁断の近親相姦 2（11月8日、ナチュラルハイ）他出演:阿部乃みく、彩城ゆりな
- 子宮レンタル女子校生 僕の彼女は誰とでも中出しセックスをするッ!!（11月13日、MOODYZ）
- 便利屋家業二代目は女子校生（11月14日、マックス・エー）
- 「下着までの撮影だから」と連れてきたS級美女をガチで騙してガチでハメる!（11月14日、S級素人）他出演:浅倉領花、村上理恵、川村まや
- 仕事中に手を出されて拒みきれない新人（11月20日、AKNR）他出演:仁美まどか、高岡リョウ
- クラスメイトのパンチラがすぐそこに。不細工だけど理系男子の僕の家にテスト前になると勉強を教えてちょうだいとやってくる文系女子。でもすぐに飽きてベットの上でゴロゴロ休憩している時のパンチラが見えて勃起。（11月20日、SWITCH）他出演:川村まや ほか
- 勃起チ○ポから目が離せない!見てるだけじゃガマンできない！実はスケベな素人娘のセンズリ鑑賞 VOL.13（11月21日、綺面組）他出演:青葉優香、篠田ゆう ほか
- 官能小説 お姉さんのギプス（12月12日、マックス・エー）
- W美少女密着 逆3Pソープランド（12月13日、MOODYZ）共演:川村まや
- 本中4周年記念作品!! 美少女中出し島2014（12月25日、本中）共演: 湊莉久、川村まや、宮崎あや、大槻ひびき、佳苗るか、上原亜衣、乙葉ななせ、友田彩也香、波多野結衣

#### 2015年
- 痴漢懇願変態OL 自ら痴漢バスに乗る潮吹き美脚OL（1月1日、グローリークエスト）
- 快楽に理性は崩壊（1月1日、鉄板）
- 2120年型 お掃除ロボット アンドロイド・メイド（1月5日、フリーダム）共演:武藤つぐみ、萌芭、しとう和歌
- 罵倒地獄番外編 センズリを馬鹿にする女（1月5日、フリーダム）他出演:多数
- ルームシェアしたら男は僕一人ぼっちだった…。（1月8日、AKNR）共演:白咲碧、夏目優希、江波りゅう、里咲しおり、椎名ゆうき、大崎美佳
- マスターベーションインストラクション 4 -Jerk Off Instruction- 職業コスJOIイイ女スペシャル（1月8日、ROCKET）共演:桜井あゆ、波多野結衣、大塚れん、大西りんか、椿かなり、伊藤りな
- 潜入捜査官（1月9日、million）共演:椎名ゆな、愛須心亜、佳苗るか
- 女子アナ淫語実況研修（1月22日、ROCKET）他出演:大西りんか、桜井あゆ
- 壁！机！椅子！から飛び出る生チ○ポが人気のお店 『BARしゃぶりながら』…さらにハメながら!!（1月22日、SODクリエイト）共演:加藤ツバキ、本山茉莉、碧しの、辻井ゆう、佐伯かのん、加納綾子、木島すみれ
- SCOOPスペシャル 突然AV女優にガン勃ちチ●ポのセンズリを見せつけたらどうなるのか!?大実験!（1月23日、SCOOP）他出演:多数
- 子宮レンタル Vol.2 最近の援交女子校生は中出しに興味ない（1月25日、本中）他出演:愛須心亜
- 患者に恋した美人看護師が退院前夜二人っきりの病室で突然の告白！入院中のオナ禁チ●ポにまたがり、大量精液を搾り取る卑猥な騎乗位で初性交 (2月5日、SODクリエイト)
- 童貞筆下ろしご奉仕SEX♥のはずが媚薬で一転!!童貞チ〇ポの虜になりイキまくりヨガリまくり（2月20日、DIY）他出演:井上瞳
- 親戚のお姉さんにいつまでたっても子供扱いされて、一緒にお風呂に入ろと誘われて服をヌギヌギされたら僕のチ●ポはカチカチです。 (2月5日、SWITCH)
- 禁断介護 (2月19日、グローリークエスト)[8]
- 手錠の鍵をチ●ポに付けられた少年を見つけた優しいお姉さんは勃起しても助けるか？ハメたがるか？ (2月19日、ナチュラルハイ)
- 娘のSEXを見て疼いた若妻はどんな男の精子も中で受け止める！？ 4 (2月27日、ケイ・エム・プロデュース)
- 真面目女子校生がネチネチとチ●ポをバカにしながらセンズリ鑑賞 (3月5日、フリーダム) 他出演:武藤つぐみ、萌芭、しとう和歌
- 新足裏 生足とストッキングの足裏 Vol.3 (3月5日、フリーダム) 他出演:多数
- 自画撮りオマ○コ指オナニー3 (3月5日、グローリークエスト) 他出演:多数
- 朝勃ちチ○ポにマ○コがウズいちゃったサークル友達の女子大生 飲み会で終電を逃してしまい女子と一緒に泊まる事に、パンチラ見放題でヤレる状況。だけど僕は何もできずに一晩を過ごしてしまった。でも朝起きた女子は僕の勃起チ○ポを見て物欲しそうに近寄ってきた。(3月5日、SWITCH)
- ガックガクの女 (3月6日、ドリームチケット)
- カリスマエステティシャンだらけのハーレムエステ店 (3月13日、ケイ・エム・プロデュース) 共演、波多野結衣、篠田ゆう、川菜美鈴
- デカ尻ディープインサート8時間 (3月13日、MOODYZ) 他出演:多数
- 生チ○ポ飼育日記 (3月19日、グローリークエスト)
- 「カップル限定」マジックミラー号の中で、自慢の彼女を「寝とって」真正中出し！ (3月19日、SODクリエイト)
- 女子大生専用チ●ポ付きシェアハウス (3月19日、DEEP'S) 他出演:川村まや、あゆみ翼、あやね遥菜
- 生中出しコギャル4時間 FIVE GALS COLLECTION Vol.3 (3月20日、BAZOOKA)
- ヤリマン幼なじみ4人が住む子作り町3丁目2番地 (3月25日、本中)
- 親戚のお姉さんにいつまでたっても子供扱いされて、一緒にお風呂に入ろと誘われて服をヌギヌギされたら僕のチ●ポはカチカチです。(3月25日、AWITCH)
- 集団輪姦！！連続中出しBESTvol.3 (4月1日、MOODYZ) 他出演:多数
- M男強制オナニーサポート フリーダム的JOI (4月5日、フリーダム) 他出演:萌芭、武藤つぐみ、しとう和歌
- 制服JKを犯して孕ませろ！！女子校生合法レ×プ中出し (4月13日、MOODYZ) 他出演:佳苗るか、湊莉久、小西まりえ、あずみ恋、河合こころ、宮地由梨香、葵こはる、安土結、一之瀬すず、さとう愛理
- ノーパンパンスト女の着衣美尻FUCK (4月16日、GLORY QUEST) 他出演:神ユキ、事原みゆ、湊莉久
- 鉄板フェラチオBEST Vol.2 (4月19日、鉄板) 他出演:多数
- 電圧86倍！ビッグバンローターをオマ○コに入れたままアルバイト！子宮がビリビリにシビれた敏感娘は公衆の面前なのに潮！潮！潮！ (4月23日、サディスティックヴィレッジ) 他出演: 川村まや、香苗るか
- 集団復讐痴漢 「オレはお前に人生を狂わされたんだ！」痴漢冤罪で人生を台無しにされた男たちが痴漢をでっち上げた女に集団痴漢で復讐！！ (4月23日、アパッチ)
- 禁断の近親相姦体験！？街中にある怪しい本番NG個室垢擦りエステで妹or姉に遭遇！！今まで意識していなかった家族が露出の多いきわどい制服で接客！ムラムラして我慢できなくなった僕は生中出しをヤルのか！？ヤラないのか！？ (4月24日、ケイ・エム・プロデュース)
- 公開便女 オクチでごっくんマ●コで中出し (5月1日、MOODYZ)
- 告白 (5月1日、S-Cute)
- 愛しの紺野ひかるが寝取られちゃった… ～小悪魔に挑発する妹、嫉妬するしかないボク～ (5月1日、h.m.p)
- 入浴中に姉が入ってきて我慢が出来なくなった僕は何度も姉に膣内射精した。 (5月8日、TMA) 他出演:逢沢るる、槇原愛菜
- 紺野ひかるの淫語大百科 (5月7日、グローリークエスト)
- CRYSTAL GOLDEN COLLECTION 厳選AV女優30人8時間 (5月8日、クリスタル映像) 他出演:多数
- 高画質！BLACK GAL日焼けあと黒ギャル中出し8時間 (5月19日、kira☆kira)
- kira★kira STREET GAL＆おやじっち こんな中年のオジサンでも若い黒ギャルとHできちゃうんです。ルームシェアしている二人の性欲が強すぎて射精管理までされてますが…。イヤラしい音を響かせながらチ○ポを舐められ、膣奥を突くと狂ったよ… (5月19日、kira☆kira) 共演:乙葉ななせ
- レイプが合法になった世界 2 ～公衆の面前でチ●ポ挿れっぱなし！犯りたいと思った瞬間に即ハメ！白昼堂々強制子作り！！～ (5月21日、DEEP'S) 他共演:阿部乃みく、佐々木恋海、加藤ツバキ
- 「童貞観察」Q.何も知らされていない童貞が全裸で拘束された紺野ひかると同じ部屋に閉じ込められたらどうするのか？ (5月21日、アマチュアインディーズ)
- 美人過ぎるナースはエロ本や勃起チ●ポを見せつけても完全に無反応！それでも我慢できず、押し倒して無理矢理犯してやろうとしたらパンティもストッキングも突き抜けて愛液が溢れ出す超糸引き爆濡れ状態だったので思いっきりハメ倒してヤリました！ (5月21日、アパッチ)
- 「あなたがイクまでずっと見てる。」いろんな場所で14人の美女たちがしてくれる極上ベロフェラ！ (5月22日、TMA) 他出演:多数
- 2014年【本中】下半期 全49作品傑作選！2014年9月～2015年2月 (5月23日、本中) 他出演:多数
- 姉貴でオナニーする毎日が、姉貴とセックスする毎日に変わった羨ましすぎる弟 (5月25日、かぐや姫) 他出演:初美沙希、夏海花凛
- だいしゅきホールド (5月25日、Platina) 他出演:多数
- 【紺野ひかる】の股間サディズム 起ち続ける怪物ペニバン (5月25日、M男パラダイス)
- 2014年【本中】下半期 全49作品傑作選！2014年9月～2015年2月 (5月25日、本中)
- 抵抗できずに何度もイカされ潮吹き堕ち (6月1日、MOODYZ ACID)
- S-Cute 女の子ランキング 2015 TOP10 (6月1日、S-Cute) 他出演:夏海いく、本澤朋美、有本紗世、瞳、双葉ゆな、柚希あおい、川菜美鈴、鳴美れい、白咲碧
- 女の理性が崩壊するまで舐め続ける！クンニ絶頂昇天151連発 (6月1日、MOODYZ) 他出演:多数
- ヤっ！見ないで！恥ずかしいぃ～！感じる度にヒクヒク動いちゃうアナル丸見えSEX107連発 (6月1日、MOODYZ) 他出演:多数
- SEX中なのに他の事に夢中な彼女 (6月4日、グローリークエスト) 他出演:橘優花、上原花恋、水沢みゆ、倉科紗央莉
- 私、本名でセックスしてました。 (6月5日、無名時代)
- 電気あんま罵倒 (6月5日、フリーダム) 他出演:多数
- 中出し肉便器担任 2 (6月6日、サディスティックヴィレッジ) 共演:篠田あゆみ、星川麻紀
- 公衆トイレで勝手に早ヌキ選手権！紺野ひかる、紺野まこ、白咲碧、小西まりえが都内某駅ビルのトイレにやって来た一般男性を射精させるまで何分？ (6月7日、お夜食カンパニー) 共演:紺野まこ、白咲碧、小西まりえ
- ネトラレーゼ 妻を隣人の大学生に寝盗られた話 (6月11日、タカラ映像)
- 今が旬！巷で話題の注目美少女 プレミアムセレクト10 4時間DX (6月8日、BACK DROP) 他出演:多数
- アナルひくひくオマ●コくぱぁ 4時間 (6月12日、BAZOOKA) 他出演:篠田ゆう、辻井ゆう、桃原茜、広瀬りほ
- 夜這い いけない事だと知っていたけど生中出しまで許してしまいました (6月18日、グローリークエスト) 他出演:本田莉子、千乃あずみ、小川奈緒、飯岡かなこ
- 完全主観 ときめきハメプラス この娘を攻略せよ！ (6月18日、AKNR)
- お姉ちゃんのリアル性教育 (6月19日、グローリークエスト)
- 小生意気だけど身体はドM！天使系中出し便器で有名な紺野ひかる (6月19日、ミセスの素顔)
- 溜め込んだ精子を子宮にぶちまける！高画質 ドックドク中出し100連発16時間 (6月19日、ROOKIE) 他出演:多数
- 街角女子力検定！！ お姉さんのSEX偏差値調べます！ (6月19日、プレステージ)
- 鉄板 BEST HITS (6月24日、TEPPAN) 他出演:多数
- デカ尻ディープインサート8時間 (6月24日、MOODYZ) 他出演:多数
- 病室でイチャつくカップル 彼氏が寝てる隙に超可愛い彼女を襲って中出し (6月25日、かぐや姫) 他出演:初美沙希、夏海花凛
- 魔法の美脚 ムレムレ黒パンスト (6月25日、MEGAMI)
- 私のアソコで窒息しちゃったらどうしよう…普通のクンニでも恥ずかしいのに (6月25日、kawaii) ベスト版:他出演40名
- 満員電車でハメたがる発情痴女 (6月26日、TMA) 他出演:渋谷美希、辻井ゆう、三上里穂、月野こころ、槇原愛菜
- 可憐な女子校生が催眠術によって堕ちたSEXの記録 (6月26日、宇宙企画) 共演:真野ゆりあ、桜木優希音
- いつでもどこでもハメながら生きるSEX依存症の女たち (6月26日、ケイ・エム・プロデュース) 共演:阿部乃みく、桜木優希音、渋谷美希
- セレブ妻ムチ尻Tバック限定ナンパ中出し 6 (6月26日、GIGOLO) 他出演:水野朝陽、青山未来、涼川絢音、水沢みゆ
- 超至近距離のご近所不倫！！バレないように隣に住む男との二重生活にハマる人妻たち (7月1日、プレステージ)
- ニオイを感じる 足裏 (7月5日、フリーダム) 他出演:多数
- 隣のギャルママ 紺野ひかる (7月5日、ギャルドッキュン)
- 抜かずの14発中出し＋1 (7月10日、EROTICA)
- 孕ませ危険日！！膣奥にザーメンたっぷり快感射精8時間！！ vol.2 (7月13日、MOODYZ) 他出演:多数
- 突き出す桃尻。掴みたくなる極上美尻。ハリのある大きなお尻 Big Hip BEST 16時間 (7月19日、ROOKIE) 他出演:多数
- イタズラ温泉2015夏☆2枚組8時間！新作撮り下ろし8人全員セックス！！シリーズ最大のパワーアップイタズラ満載スペシャル！一般客が大勢いる館内を全裸で逃げまくる羞恥娘たちの運命は！？サディスティックヴィレッジ8周年記念限定リリース作品 (7月23日、サディスティックヴィレッジ) 共演:水野朝陽、涼川絢音、大槻ひびき、蓮実クレア、桜木優希音、水沢みゆ、青山未来
- 集団輪姦！！連続中出しBESTvol.3 (7月24日、MOODYZ) 他出演:多数
- 制服JKを犯して孕ませろ！！女子校生合法レ×プ中出し (7月24日、MOODYZ) 他出演:佳苗るか、湊莉久、小西まりえ、一之瀬すず、安土結、葵こはる、宮地由梨香、河合こころ、あずみ恋、さとう愛理
- 凌辱ヒロイン セーラー戦士中出し輪姦 (7月24日、Expotion) 共演:佳苗るか、wiki大槻ひびき、玉城マイ、杏咲望
- 中出し肉便器担任 2 (7月25日、サディスティックヴィレッジ) 共演:篠田あゆみ、星川麻紀
- 人気AV女優に恋してるガチ素人さん参加型企画第1弾！！ kawaii*presents 夢のハメキュン恋活ツアー2015 (7月25日、kawaii) 共演:桜木優希音、 阿部乃みく、香山美桜、葉月可恋、保坂えり、佳苗るか、早瀬ありす
- 兄は私のオナペット (7月31日、JUMP)
- 壊れてしまいそうな激ピストンSEX (8月1日、TEPPAN) 他出演:飯岡かなこ、桜井あゆ、神波多一花、竹内真琴、真野ゆりあ、二宮沙樹、愛咲れいら、さくらえな、乙葉ななせ
- 可愛すぎるランジェリー娘5人と中出し性交 (8月7日、TMA) 共演:佳苗るか、大槻ひびき、玉城マイ、杏咲望
- あなたの彼女、紺野ひかる。職業、AV女優。 (8月13日、MOODYZ)
- 先生、学校でしようよ！ 女子校の先生になって、生徒たちにHな個人授業をヤりまくり！ (8月13日、無垢) 共演:阿部乃みく、南梨央奈、川村まや
- 淫語で責め続けるド淫乱痴女SEX 50人500分スペシャル 2 (8月14日、BAZOOKA) 他出演:多数
- 超巨根性交 デカチンに魅せられる女達 (8月19日、鉄板) 他出演:多数
- 超S級エステティシャンが性感刺激 最高にエロい裏マッサージ店16時間 (8月19日、ROOKIE) 他出演:多数
- 彼氏に電話させながら寝取っちゃった俺 (8月20日、ANKR) 他出演:長谷川夏樹、仁美まどか、花音しおり
- 結婚直前の蜜月、毎晩旦那さんに愛されて最高感度になっている新妻ブライダルエステで油断したところに媚薬チ●ポを即ハメ！ すぐに抵抗が弱まり、感じ始めたところでマシンバイブ挿入、潮を吹きまくって、中出しをすんなり受け入れる！ (8月20日、サディスティックヴィレッジ) 他出演:水野朝陽、青山未来、涼川絢音、水沢みゆ
- 淫語で責め続けるド淫乱痴女SEX 50人500分スペシャル 2（2枚組） (8月21日、BAZOOKA) 他出演:多数
- 鉄板フェラチオBEST Vol.2 (8月24日、鉄板) 他出演:多数
- 2014年【本中】下半期 全49作品傑作選！2014年9月～2015年2月（2枚組） (8月24日、本中) 他出演:多数
- 高画質！BLACK GAL日焼けあと黒ギャル中出し8時間（2枚組） (8月24日、kira☆kira)
- スタイル抜群の美少女の友達にも言えない秘密の出来事 いまどきの女子校生 ひかるちゃん (8月25日、JUMP EMERALD/妄想族)
- 剥き出し局部も丸見え！！！衣服を全て脱ぎ捨て全裸SEX31人中出しBEST！！ (8月25日、本中) 他出演:多数
- そこのミニスカ美脚お嬢さん！童貞くんのSEXの練習相手になってください。ドキドキ素股だけのはずがヌプっと入って優しく中出し筆おろし！3 (8月25日、ナンパJAPAN) 他出演:あみ、ゆい、あいり、かな(紺野ひかる)
- もう風俗に行くな。たった二回の指名で風俗嬢をセフレにする方法。～セックスで読み解く孫子の兵法～ (9月1日、ビッグモーカル) 他出演:香山美桜、佐々木恋海
- 100人×中出し2015 絶対に濡れてはイケない孕ませ学校 (9月1日、本中) 共演:上原亜衣、神木さやか、宮崎あや、佳苗るか、AIKA、浜崎真緒
- もしも僕の姉が浜崎真緒ちゃんと紺野ひかるちゃんだったらきっとこうなる… (9月1日、グレイズ) 共演:浜崎真緒
- 田舎のお嬢様学校の女子校生をさらってレイプ、射精直前に「お前より可愛い娘を今すぐ電話で呼ばないと中出しするぞ」と脅して友達を連れてこさせてその娘もレイプ、そして結局全員にナマ中出し！スペシャル！1クラス分の女子20名をレイプ！ (9月1日、サディスティックヴィレッジ)
- ゴムハメでは無反応だった姉がコンドームをこっそり取って生ハメしたら急に痙攣！何度も絶頂！何度も近親中出し！ (9月1日、ナチュラルハイ)
- 酔いどれ小悪魔◆紺野ひかる アナタもアナタもワタシのおつまみ (9月4日、h.m.p)
- 催眠性玩 地下アイドル ひかる★3年生 (9月13日、催眠研究所別館)
- レ○プ中の絶頂に抗えなかった悲しい肉体 犯されて快感に負けた女達2 (9月13日、MOODYZ) 他出演:多数
- チクビズム ひたすら男の乳首を責めてイカせる女 (9月19日、美女神) 他出演:香山美桜、広瀬りりあ、上原果歩、事原みゆ
- どロリ5 ロリっ娘天使マジ可愛すぎィ 100人16時間 (9月19日、ROOKIE) 他出演:多数
- 女の絶頂と同時に射精する正常位中出し107連発！！ (9月25日、本中) 他出演:多数
- 直飲みゴックンBEST～シンプルかつ王道の精飲4時間～ (9月27日、MOODYZ) 他出演:多数
- 成人映画館専用 中出し肉便器 (10月1日、MOODYZ)
- 孕ませ痴漢電車 (10月1日、WANZ)
- 嫁姑レズビアン 私、姑に毎日レズ調教されています。 (10月1日、ビビアン) 共演:篠田あゆみ
- 足腰ガクガク！！ ハードピストン立ちバック (10月1日、鉄板) 他出演:多数
- 「ねぇ？あたしと一緒にチャットでいっぱ～いHなことしよ◆」 制服美少女！ピチャピチャ潮吹きLIVEチャットオナニー4時間DX vol.08 (10月1日、グレイズ) 他出演:浜崎真緒、芦名ユリア、鈴原エミリ 、仁美まどか、彩城ゆりな
- 3Pで弄ばれないと満足出来ないすけべぇな人妻4時間やりっぱなし (10月2日、NON) 他出演:多数
- レジェンド・オブ・BAZOOKA 100人8時間 (10月9日、BAZOOKA) 他出演:多数
- 逆レイプ魔 ～男の精液を搾り尽くすオンナたち～ (10月19日、Ｍ男パラダイス) 他出演:浜崎真緒、星咲優菜、香山美桜、西川りおん
- kawaii*presents 夢のハメキュン恋活裏ツアー2015 春原＆彩城のおこぼれ救済大作品！？お見合いパーティー後、女優陣は… (10月25日、kawaii) 共演:桜木優希音、阿部乃みく、香山美桜、葉月可恋、佳苗るか、保坂えり、早瀬ありす、彩城ゆりな、春原未来
- 帰宅時間を襲って這いつくばって逃げる女を後ろからねじ込み寝バック激ピストンしたら勝手に膣イキしちゃうから中に出しても問題なし (10月25日、本中)
- 真・催眠実験-前衛- (11月1日、催眠研究所別館)
- 潮噴き！痙攣！絶叫！ 極イカセ (11月1日、鉄板) 他出演:多数
- あの人に犯されて。 (11月5日、グローリークエスト)
- Face to Face 6th season (11月13日、SILK LABO) 他出演:福咲れん、葉山美空/一徹、北野翔太
- 素敵なカノジョ ひかる とびきり可愛い女子大生とハメ撮り中出しせっくす (11月13日、BACK DROP)
- 玩具にされて足舐め手コキで射精管理 (11月19日、MEGAMI) 他出演:大場ゆい、香山美桜、源みいな、広瀬りりあ
- 高画質 人気女優がイキまくる！クンニ絶頂300連発16時間 (11月19日、ROOKIE) 他出演:多数
- 熱い接吻で、興奮を高める 極イキ密着性交 (11月19日、鉄板) 他出演:湊莉久、初美沙希、椎名ゆな、三浦恵理子、武藤あやか、ERIKA、AIKA、黒瀬萌衣、篠田あゆみ、上原亜衣、有村千佳、森川涼花、谷原希美
- S-Cute 女の子ランキング 2015 TOP10 (11月24日、S-Cute) 他出演:夏海いく、本澤朋美、有本紗世、瞳、鳴美れい、川菜美鈴、柚希あおい、双葉ゆな、白咲碧
- 全部中出し100本番！！12時間 (11月25日、本中) 他出演:多数
- 365日いつでも発情中の紺野ひかるのエロ願望は、性欲むき出しでチ○ポをハメ狂い快楽に没頭するSEXをする事です。 (12月3日、TRIPLE H)
- ナマ尻を突き出し、他人棒をねだる不貞人妻11人4時間 (12月4日、光夜蝶) 他出演:多数
- 都会のヤリマン達が転校してきてヤラれちゃった俺 (12月10日、AKNR)
- 逆イカセ4時間～凄腕テクの女優さんが力を合わせて4時間イカセまくってヌキまくる～ (12月11日、BAZOOKA) 他出演:多数
- アヒル口美少女のアヘ顔が舌が出過ぎてると話題に (12月11日、バルタン)
- もしも巨チンの僕が社長になって、強制的に女子社員にミニスカート着用で働かせてみたら… (12月11日、BAZOOKA) 共演:蓮実クレア、浜崎真緒、香山美桜
- 連射は避けられない仁王立ちフェラ～天に向っていきり勃つペニスにひざまずけ、そしてしゃぶるがいい～ (12月18日、SEX Agent) 他出演:多数
- オナり愛液手コキ～溢れ出るマン汁がローション代わりで挿れたい気持ちは両者五分五分～ (12月18日、SEX Agent) 他出演:多数
- 360度1回転主観フェラ～おしゃぶりに夢中の女体を全方位から鑑賞する新発想、「まわってもらいました」～ (12月18日、SEX Agent) 他出演:多数
- 2015 M男パラダイス BEST10 (12月24日、M男パラダイス) 他出演:蓮実クレア、初美沙希、星咲優菜、事原みゆ 、源みいな、西川りおん、木村つな、広瀬奈々美、浜崎真緒
- 壊れてしまいそうな激ピストンSEX (12月24日、鉄板) 他出演:多数
- 転校した先の寮は、なんと女子寮でパンチラ祭状態。 クラスメイトからエッチを求められて精子スッカラカンです。 (12月24日、SWITCH)
- 2015 MEGAMI 年間BEST10 (12月25日、美女神) 他出演:星咲優菜、有本紗世、大澤愛美、広瀬りりあ、井上英李、朝霧ゆう、秋吉ひな、千代子、木村つな、大場ゆい、香山美桜

#### 2016年
- TEPPAN未収録 滑らかで激しい極上手こき (1月1日、鉄板) 他出演:多数
- 「もう死んだってかまわない！」 超ラッキーの連続で巻き起こるスケベ過ぎる一日！鼻血が止まらないくらいの夢のエロハプニング続出！5 (1月7日、ゴールデンタイム) 他出演:多数
- 活発な女子校生サッカー部員は不用意なパンチラを見られてハズカシイ！！一瞬で従順パンチラ少女に変身、偶然出くわした僕にスケベな命令を欲しがり受け挿れる。 (1月8日、SWITCH)
- 「ナマで入っちゃった！」美人デリ嬢のオイル素股でチ●ポをマ●コに擦り付けてたら思わずフル勃起からの生挿入！本番禁止のはずがナマ中出しまで許しちゃったドスケベA級デリ嬢 (1月8日、グローリークエスト) 他出演:多数
- MOODYZファン感謝祭 第4回バコバコ中出しキャンプ2016 無制限中出し！孕ませカーニバル！！ (1月13日、MOODYZ) 共演:千乃あずみ、一条リオン、星野ひびき、香山美桜、なつめ愛莉、羽月希、西条沙羅
- アナルフィスト＆フットファック メスイキするオスビッチ (1月19日、M男パラダイス) 他出演:広瀬奈々美、浜崎真緒、香山美桜、事原みゆ
- 極上RQオゲレツFUCK (1月21日、グローリークエスト) 他出演:神ユキ、事原みゆ、滝本アリサ
- イっクよぉ～！観てるぅ～！？ONA21スタジオLIVEオナニー「みんなとイキたい」～オー・エヌ・エー・トゥエンティワン その時きっとひとつになれた～ (1月21日、SEX Agent) 他出演:多数
- 今が旬！巷で話題の注目美少女 プレミアムセレクト10 4時間DX (1月21日、BACK DROP) 他出演:多数
- 直飲みゴックンBEST～シンプルかつ王道の精飲4時間～ (1月24日、MOODYZ) 他出演:多数
- 今が旬！巷で話題の注目美少女 プレミアムセレクト10 4時間DX (1月24日、BACK DROP) 他出演:多数
- 100人×中出し 2015 完全版 (1月25日、本中) 共演:浜崎真緒、宮崎あや、上原亜衣、神木さやか、翔田千里、北条麻妃、AIKA、佳苗るか
- レースクィーンレズビアン～ポールポジションを狙え！二人きりの密室ピットイン～ (2月7日、ビビアン) 共演:卯水咲流
- ひかるの挑発チラリズム …従妹が小悪魔すぎて困るんです… その7 (2月13日、アロマ企画)
- 「10周年記念 温泉キャンプ場でヤりまくりSPECIAL 王様ゲームで更にテンションがあがったギャルは住む世界が違うはじめての中年チ○ポに興味津々！ヤられても本当は嫌じゃない！！」 (2月18日、DANDY)
- 玩具にされて足舐め手コキで射精管理 (2月20日、MEGSMI) 他出演:大場ゆい、香山美桜、源みいな、広瀬りりあ
- 超・女体観察 2 神秘の女体図鑑！自然界最高の創作物「オンナ」 (3月1日、SEX Agent) 他出演:多数
- 自画撮りオマ●コ指オナニー5 (3月3日、グローリークエスト) 他出演:多数
- 蔑み淫語手コキ (3月4日、OFFICE K'S) 他出演:みづなれい、希咲あや、水城奈緒、羽月希、水野朝陽
- 昼下がりに夫には内緒で俺の上で腰をふる美人妻4時間 (3月4日、光夜蝶) 他出演:多数
- 剥き出し局部も丸見え！！！衣服を全て脱ぎ捨て全裸SEX31人中出しBEST！！ (3月4日、本中) 他出演:多数
- 白濁マン汁垂れ流し！素人娘のズボズボ指オナニー (3月11日、虎堂)
- 抜かずの14発中出し4時間スペシャル3 (3月11日、EROTICA) 他出演:多数
- 発情ギャルの悶絶イキ狂い (3月13日、MOODYZ) 他出演:多数
- 見せつけ誘惑ヘアヌードコレクション (3月18日、OFFICE K'S) 他出演:多数
- 素人娘にいきなりディープスロート！ (3月18日、虎堂)
- 鉄板 BEST OF BEST フェラチオ 50名 (3月19日、鉄板) 他出演: 多数
- 妊娠してもいいから中に出して 8時間BEST (3月19日、グローリークエスト) 他出演:多数
- 拘束汗だくイカセ性交 (3月19日、鉄板) 他出演:多数
- 変態アナル舐め中毒痴女 (3月25日、OFFICE K'S) 他出演:希咲あや、羽月希、乙葉ななせ、水野朝陽
- 見せつけ誘惑ヘアヌードコレクション (3月25日、OFFICE K'S) 他出演:多数
- 今すぐ結婚したい！婚活で出会ったお気に入りの男性とその日に婚前ナマ交渉！中出し妊娠SEXでデキちゃった婚を狙う女！ (3月25日、ケイ・エム・プロデュース) 他出演:夏希のあ、夏野ひ白濁マン汁垂れ流し！素人娘のズボズボ指オナニーまり
- ゴミ捨て場でノーブラ奥さんと遭遇 汚い場所で犯すとなんか興奮する3 (3月25日、かぐや姫) 他出演:羽田璃子、若槻みづな
- S-Cute もっとラブラブエッチコレクション 8時間 (4月1日、S-Cute) 他出演:春原未来、成海うるみ、竹内真琴、柚希あおい、夏芽ひなた、佐々木玲奈、小西まりえ、愛須心亜、湊莉久、白鳥ゆな、鳴美れい、有本紗世、涼川絢音
- オンナの射精！潮噴き激昇天性交 25名 (4月1日、鉄板) 他出演:多数
- 80名 トロけるような恍惚の表情 クンニ激昇天 (4月1日、鉄板) 他出演:多数
- MOODYZ2015年全タイトル16時間 (4月1日、MOODYZ) 他出演:多数
- 絶倫敏感乳首微乳女子 (4月8日、BAZOOKA) 他出演:あゆみ翼、阿部乃みく、葉山めい
- 全裸家政婦ハーレムスペシャル (4月8日、BAZOOKA) 共演:尾上若葉、浜崎真緒、夏目優希
- 潜入捜査官BEST2 ～美女捜査官たちを襲う戦慄の拷問スペシャル～ (4月8日、ケイ・エム・プロデュース) 他出演:多数
- 鉄板 BEST OF BEST オナニー 50名 (4月19日、鉄板) 他出演:多数
- エロサイトを見ようとしたら変なリンクに飛んでしまい、明らかに胡散臭い催眠マニュアルをワンクリック！！ 即日到着したので自分の姉に実践！予想以上に効いてしまって僕の童貞はヌルッと奪われてしまった！！！ (4月22日、ケイ・エム・プロデュース) 他出演:---
- キミの精子で指オナするから私と一緒にイこうオマ○コ見せつけぐちょぐちょオナニー 総勢15名 (4月24日、本中) 他出演:多数
- チクビズム ひたすら男の乳首を責めてイカせる女 (4月24日、MEGSMI) 他出演:香山美桜、広瀬りりあ、上原果歩、事原みゆ
- 逆レイプ魔 ～男の精液を搾り尽くすオンナたち～ (4月24日、M男パラダイス) 他出演:浜崎真緒、星咲優菜、香山美桜、西川りおん
- ヤバい就職接待 (4月29日、BECKAKU)
- WANZFACTORY 2015年全157タイトル16時間総集編 (5月1日、ワンズファクトリー) 他出演:多数
- 思春期チ○ポに興奮する猥褻女家庭教師がした事の全記録 2 (5月5日、グローリークエスト)
- 闇営業のヤリすぎパブ 2000円飲み放題！ヤリ放題！！一般男性を誘い込み一夜限りの店内FUCK！！ (5月10日、ホットエンターテイメント) 共演:藤本紫媛、美月あおい、可愛まゆ（一之瀬まゆ）
- BAZOOKA厳選素材100人スーパーベスト8時間 (5月13日、BAZOOKA) 他出演:多数
- TEPPAN未収録 滑らかで激しい極上手こき (5月24日、鉄板) 他出演:多数
- 婚活パーティー まさかの欠員で男性参加者は僕一人!人生初モテ期に妊活女子達が月に一度の危険日に中出し求められどうしましょう?!! (5月26日、SWITCH) 共演:水野朝陽、高嶋ゆいか
- 紺野ひかるBEST 8時間 (6月2日、グローリークエスト)
- 生まれて初めての金蹴り 2 金玉蹴られて嬉しいんですか？ (6月5日、フリーダム) 他出演:多数
- 女子同士の悪ノリがエロすぎてヤバい！ 去年まで女子校だったせいでクラスに男子はボク1人。だもんだから肩身が狭く存在感がないからまるで女子校のノリ。女子同士特有の悪ノリで下着姿でセクシーポーズ写メを撮り合ったり、おっぱいを… (6月7日、Hunter) 他共演:---
- 宇宙企画35周年記念 女子校生中出し4時間BEST (6月10日、宇宙企画) 他出演:多数
- 四つん這いバック100人8時間 (6月13日、MOODYZ) 他出演:多数
- そそる肛門コレクション-男を招き入れそうな誘惑系アナル、集めました- (6月19日、SEX Agent) 他出演:多数
- 美少女ギャルリフレクソロジー (6月19日、プレステージ)
- 素人オンナがエロい夏！！ キャンプ・ビーチ・カーセックス ナンパして即ヤリ青姦セックス20人4時間 (6月24日、S級素人)
- 酒トーーク 一泊二日呑みまくりヤリまくり本音はしご酒 (6月24日、First Star)
- デリヘル呼んだら姉が来た！結果、お店に内緒で中出し本番セックスする事になる 3 (6月25日、グレイズ) 他出演:花咲いあん
- ピル飲んでも無駄無駄ァ！ 妊娠するまで終わらない中出しセックス…。チ○ポ抜かずに10発以上ドクドク注ぎ込まれる激カワ性欲モンスター娘。 4時間SP (6月25日、BIGMORKAL) 他出演:多数
- 中出しは最強への近道！Hなことしか頭にないママさんバレーチーム (6月25日、かぐや姫) 他出演:羽田璃子、若槻みづな
- しゅきしゅきだーいしゅき！だいしゅきホールドBEST (6月25日、Platina) 他出演:多数
- 女の絶頂と同時に射精する正常位中出しvol2！！135連発！！ (6月25日、本中) 他出演:多数
- 私、本名でセックスしてました。ロリすぺしぁる♡  (7月1日、無名時代) 他出演:多数
- カラダの自由を奪われてそんなにされたらイッちゃう (7月1日、MOODYZ) 他出演:多数
- 密着接吻性交 キスで高める興奮と感度 (7月1日、鉄板) 他出演:多数
- BAZOOKA夢の共演作BEST500分スペシャル (7月8日、BAZOOKA) 他出演:多数
- キュートフェイスと細身のスレンダー (7月13日、Freja)
- 極限モニタリング！ 新製品のパンストモニターアルバイトと称して超濃厚媚薬成分を染み込ませた特製発情パンストを履かせてアヘアヘになった女とヤレるのか！？ 徹底検証！！ Part.2 (7月22日、ケイ・エム・プロデュース) 他出演:浜崎真緒、他
- ガチ露出調教中 (7月22日、First Star)
- アナルフィスト＆フットファック～男のアナルに入れたがる女～ (7月22日、M男パラダイス) 他出演:事原みゆ、北島玲、芦名ユリア、樹林れもん
- アナルフィスト＆フットファック メスイキするオスビッチ (7月24日、M男パラダイス) 他出演:広瀬奈々美、浜崎真緒、香山美桜、事原みゆ
- オナニー中に姉が乱入！？3女＋男1の同居生活で弟の僕はこっそりセンズリする事すらできない！ (8月1日、グレイズ) 他出演:若月みづな、浜崎真緒
- あなたが持つ隠れ願望実現します～レイプ犯行映像集【女優被害者5名】孕ませ中出しスペシャル～ (8月1日、グレイズ) 他出演:なつめ愛莉、涼川絢音、長谷川夏樹、あおいれな
- whole 一徹×アキノリ (8月18日、グレイズ) 他出演:高山えみり、大槻ひびき、白咲碧
- あなたが持つ隠れ願望実現します～レイプ犯行映像集【女優被害者5名】孕ませ中出しスペシャル～ (9月1日、グレイズ) 他出演:なつめ愛莉、涼川絢音、長谷川夏樹、あおいれな
- おま●こ取扱説明書 (9月1日、グレイズ) 他出演:多数
- エッチなご奉仕メイドに癒されたい！オマ●コぴちゃぴちゃ指入れ自画撮りオナニーvol.01 (9月1日、グレイズ) 他出演:多数
- 孕ませ痴漢電車 総集編 (9月1日、ワンズファクトリー) 他出演:麻倉憂、つぼみ、シェリー
- 意識朦朧 激ハードピストンSEX 2 (9月1日、鉄板) 他出演:多数
- 真面目女子校生がネチネチとチ●ポをバカにしながらセンズリ鑑賞 (9月5日、フリーダム) 他出演:武藤つぐみ、萌芭、しとう和歌
- 35周年Anniversary！美少女中出しSEX BEST4時間スペシャル (9月9日、宇宙企画) 他出演:多数
- 同じマンションに住む奥さんのまるで挑発するような無防備浮きブラ姿に理性崩壊！欲求不満なセックスレス妻は敏感過ぎる乳首を触られながら何度も仰け反り絶頂！ (9月9日、V&R Produce) 他出演:大槻ひびき、大場ゆい、夏目レイコ
- 宇宙企画35周年記念 女子校生中出し4時間BEST (9月12日、宇宙企画) 他出演:大島美緒、湊莉久、成瀬心美、川村まや、涼川絢音、成海うるみ、大槻ひびき、優菜真白、吉永あかね、板野有紀、愛須心亜、つぼみ
- 寝撮られ アヘ顔Wピース 最愛の彼女が自分の目の前で快楽漬け肉便器に変わる時… (9月13日、レインボー)
- カッチカチ勃起チ○ポ大好きジュポジュポフェラチオギャル (9月15日、グローリークエスト) 他出演:多数
- しゅきしゅきだーいしゅき！だいしゅきホールドBEST (9月25日、ダスッ!) 他出演:本田莉子、長谷川リホ、西川ゆい、上原亜衣
- オナフェラ！キミだけに語りかけ！オマ●コぴちゃぴちゃ指入れ自画撮りオナニーの後に愛情たっぷりフェラチオ vol.03(10月6日、グレイズ) 他出演:あゆな虹恋、なごみ、春川せせら、聖あいら
- 自画撮りオマ○コ指オナニー6 (10月6日、グローリークエスト) 他出演:多数
- オジさんのボクがシェアハウスの女性7人に媚薬を飲ませたら超淫乱女子に大変身！チ○ポを求められまくる大ハーレム状態に！もういい年のオジさんなのに子供どころか彼女もおらず一人暮らし歴20年強。一緒に暮らす家族もできないので、出会いを求めて若い女子たちと一つ… (10月7日、Hunter) 他出演:---
- 奴隷誓約書 (10月20日、S&Mスナイパー)
- めちゃくちゃに犯したい9つのお尻 (10月25日、かぐや姫) 他出演:初美沙希、夏海花凛、波多野結衣、大槻ひびき、宮森菜月、香山美桜、水希杏、葉山美空
- 従順でドMな姉と挑発的でドSな妹 (11月3日、グローリークエスト) 共演:大見はるか
- 入浴中にコッソリ着替えを隠された！タオル1枚でカラダを必死に隠しながらもマ○コ丸見えな無防備義姉を見て欲情した弟は抑えがきかず尻肉鷲掴みで即ハメ！親に隠れて何度も膣奥中出し！ (11月3日、V&R PRODUCE) 他出演:桜木優希音、花咲いあん、夏目レイコ
- 本当にあったHな都市伝説！誰もいない残業中のオフィス…。変態行為を行うOLがあなたの会社にもいるかもしれない…！ (11月7日、ゴールデンタイム) 他出演:広瀬うみ、青葉優香、早川瑞希、日高結愛
- 入浴中にコッソリ着替えを隠された！タオル1枚でカラダを必死に隠しながらもマ○コ丸見えな無防備義姉を見て欲情した弟は抑えがきかず尻肉鷲掴みで即ハメ！親に隠れて何度も膣奥中出し！ (11月7日、V&R PRODUCE) 他出演:桜木優希音、花咲いあん、夏目レイコ
- ノーモザイク・レズれ！限界突破ver. (11月19日、レズれ！) 他出演:跡美しゅり、浜崎真緒、阿部乃みく、たかせ由奈、月島ななこ、朝倉ことみ、麻里梨夏、南星愛、橋本さやか
- SEX中の無防備なアナルが丸見え性交ベスト (11月19日、鉄板) 他出演:多数
- 楽しんでヌケる！！エロバラエティ企画レーベルうまなみ全部盛り4時間BEST 素人ナンパから痴漢・痴女・巨乳温泉などの王道シチュエーションまで有名人気女優がそろい踏み！！圧倒的ボリュームで満足度NO.1の豪華総集編！！(11月25日、ケイ・エム・プロデュース) 他出演:多数
- 少女たちのイケない遊戯 こんなにオチ○チン大きくなってるよ◇ 10名収録 (11月30日、JUMP) 他出演:さとう愛理、宇野ゆかり、小倉さとみ、逢月はるな、七瀬ひとみ、藤美るか、芹沢つむぎ、河音くるみ、紗藤まゆ
- あなたが持つ隠れ願望実現します～レイプ犯行映像集【女優被害者5名】孕ませ中出しスペシャル～ (12月1日、グレイズ) 他出演:なつめ愛莉、涼川絢音、長谷川夏樹、あおいれな
- 昔の事…バラされたいか？美乳若妻、涙の過去 夫の居ぬ間に挿入される叔父のマラ (12月1日、FAプロ) 他出演:小田エリナ
- 果てしなく生意気な妹10名と暮らす兄貴 (12月1日、ムーディーズ) 他出演:川村まや、日高結愛、さくらみゆき、なごみ、新村あかり、三宅美香、斉藤みゆ、阿部乃みく
- 清純に見えて超小悪魔！！チ○ポ狩り女子校生BEST！！ (12月1日、ムーディーズ) 他出演:多数
- 小悪魔挑発GAL～ダブルキャストVer～ (12月1日、MARRION) 共演:川村まや
- 見つめながら俺のデカチンシャブってください。 (12月1日、鉄板) 他出演:多数
- 甘い魅惑の中出し美人秘書 (12月7日、ATLANTIS-H) 共演:あおいれな
- ノンストップ6Pレズビアン乱交4 美・微・Big・乳の夢の競演 (12月8日、レズれ！) 共演:あおいれな、野々宮みさと、跡美しゅり、江上しほ、阿部乃みく
- 射精直前の獣のような激しい腰振り 60発射 2 (12月19日、鉄板) 他出演:多数
- AV女優 裸コレクション 第三弾 (12月23日、V&R PRODUCE) 他出演:多数
- 可愛すぎるランジェリー娘10人と中出し性交PREMIUM BEST (12月23日、TMA) 他出演:多数
- BAZOOKA 2016年下半期BEST 4時間完全保存版 (12月23日、BAZOOKA) 他出演:多数
- 宇宙企画2016 メモリアルベスト (12月23日、宇宙企画) 他出演:多数
- 乱暴されてるのに、どうしてイッちゃうの？ (12月23日、マックスエー) 他出演:多数

#### 2017年
- 隣のギャルママ BEST5時間 Vol.2 (1月13日、GALDQN/HERO) 他出演:多数
- 禁断介護 BEST vol.11 (1月19日、グローリークエスト) 他出演:多数
- ネトラレーゼ 愛妻が不倫男の肉便器になった話 (1月19日、タカラ映像) 他出演:多数
- 本当にあったHな都市伝説！誰もいない残業中のオフィス…。変態行為を行うOLがあなたの会社にもいるかもしれない…！ (1月24日、ゴールデンタイム) 他出演:多数
- かぐや姫2周年祭り 人気シリーズ大集合！ULTRA BEST (1月25日、かぐや姫) 他出演:多数
- アナタだけを見ながら淫語を言い続けるSEX4時間BEST (1月27日、BAZOOKA) 他出演:多数
- 「私...体を差し出します...種付けされても構いません...だからお願いです...お父さんの会社を助けて...」 (2月13日、オーロラプロジェクト)
- 無防備に痴態をさらす隠し撮りセックス8時間 (2月17日、クリスタル映像) 他出演:多数
- 完璧な性奴隷 9 (2月24日、MAD) 共演:宮崎あや
- この女、犯してやる…。 美しきOLを襲った凌辱地獄。白濁液に塗れ、連続肉棒挿入！壊れてドマゾ開花するまで終わらない惨劇。 (2月25日、オーロラプロジェクト)
- キミだけに語りかけ！女子校生40人！オマ●コぴちゃぴちゃ指入れ自画撮りオナニー8時間superBEST 4 (3月1日、グレイズ) 他出演:多数
- 【VR】’超’没入性感エステ vol.2 (3月3日、CASANOVA) 共演:阿部乃みく
- スポーツ強豪校 美人女子校生部員 媚薬腰抜けオシッコ垂れ流しマッサージ (3月7日、アパッチ) 他出演:----
- 【VR】彼女のフェラはイラマがデフォでして。 (3月10日、CASANOVA)
- 栗の華の匂いと愛液に塗れた、御籠りセックス。酔わされて、抱かれる快感に咽び泣く1泊2日。 (3月13日、オーロラプロジェクト・アネックス)
- ヤリマン主婦だらけ！？淫乱若妻マンション Vol.1 弱味を握られた淫乱若妻たち (3月13日、アクアモール) 他出演:若槻みづな
- 果てしなく生意気な妹10名と暮らす兄貴 (3月24日、ムーディーズ) 他出演:川村まや、日高結愛、さくらみゆき、なごみ、阿部乃みく、三宅美香、斉藤みゆ、新村あかり
- 【VR】究極の美少女に育った妹とまさかの本番 (3月17日、CASANOVA)
- 【VR】新卒OLが最強の淫乱コンビだった事が発覚 (3月17日、CASANOVA) 共演:阿部乃みく
- 綺麗なお顔でおちんちんを味わう美女たちのぶっこヌキフェラ121連発8時間！！ (3月24日、ケイエム・プロデュース) 他出演:多数
- 清純に見えて超小悪魔！！チ○ポ狩り女子校生BEST！！ (3月24日、ムーディーズ) 他出演:多数
- 【VR】ビッチ美少女と宅飲み酒池肉林 (3月24日、CASANOVA) 共演:阿部乃みく
- 【VR】‘超’没入性感エステ vol.7 (3月31日、CASANOVA)
- 意識朦朧 激ハードピストンSEX 3 (4月1日、鉄板) 他出演:多数
- 姉夜這い中出し盗撮レ●プ (4月1日、グレイズ) 他出演:夏希みなみ、江奈るり
- 見つめながら俺のデカチンシャブってください。 (4月24日、鉄板) 他出演:多数
- 射精直前の獣のような激しい腰振り 60発射 2 (4月24日、鉄板) 他出演:多数
- グラドルになるのを夢見る女子校生・ひかる 最低の芸能事務所に入ってしまったスタイル抜群の美少女の秘めた性欲が爆発！！ 「私、狂ったようにスケベになります…それでみんなに喜んでもらえたらうれしいです◆」 (4月14日、マーキュリー)
- 常にマン見せ メンズエステ2 (4月20日、鉄板) 他出演:---
- ねじ伏せる圧倒的征服感 寝バック65名 (4月28日、鉄板) 他出演:多数
- ボクだけに迫ってくる淫乱美女たち！最後の一滴まで搾りとられるALL主観BEST4時間 (4月28日、ケイ・エム・プロデュース) 他出演:多数
- 美少女31人の鬼畜強姦中出しBEST 4時間 (4月28日、ケイ・エム・プロデュース) 他出演:多数
- 素人＋電マ 毎分11，000回の振動がマ○コ直撃 奥さんマン汁グチョ濡れビクイキ絶頂 問答無用セックス中出し (4月28日、S級素人) 他出演:---
- ゴミ捨て場のノーブラ奥さん9人 近所とはいえ下着も付けずに出歩くのは欲求不満な証拠！汚いゴミ捨て場で犯されて興奮しちゃう変態人妻 (5月7日、かぐや姫Pt) 他出演:西条沙羅、篠田ゆう、星野ひびき、初美沙希、ayami、羽田璃子、若槻みづな、美泉咲
- ママさんバレー猛特訓 ハイレグブルマの奥さん9人が僕の家で自主練してたので生チ●ポハメて応援！ (5月7日、かぐや姫Pt) 他出演:西条沙羅、篠田ゆう、星野ひびき、松本メイ、福咲れん、加藤あやの、羽田璃子、若槻みづな
- 夜這いされ喘ぎ声を我慢しながら旦那の横で中出しまでされる人妻7 (5月7日、グローリークエスト) 他出演:多数
- 隣のギャルママ BEST5時間 Vol.2 (5月24日、GALDQN/HERO) 他出演:多数
- グラビティーフォース (5月26日、GIGA)
- 激しく腰を振るコスプレイヤー騎乗位 (5月26日、TMA) 他出演:多数
- 嫁を他の男に抱かせて興奮する夫 (6月1日、グローリークエスト)
- デリヘル呼んだら姉が来た！結果、お店に内緒で中出し本番セックスする事になる 総集編 8時間 (6月1日、グレイズ) 他出演:多数
- 夜行バスで声も出せずイカされた隙に生ハメされた女はスローピストンの痺れる快感に理性を失い中出しも拒めない 7 (6月2日、ナチュラルハイ) 他出演:---
- 敏感で微乳な女ほど、変態SEXで何度も射精を懇願する4時間 (6月2日、光夜蝶) 他出演:多数
- 拘束した女を犯したいという抑えきれない衝動8時間 (6月19日、ROOKIE) 他出演:多数
- 義母娘 接吻レズ調教 ～姑の肉感ボディのすべてを味わいつくす美嫁の舌技～ (6月19日、ビビアン) 共演:一条綺美香
- 未成熟なつぼみへ大量射精 女子校生中出しBEST 31人4時間 (6月23日、ケイ・エム・プロデュース) 他出演:多数
- 美脚妻性交弄びバージョン4時間 (6月23日、光夜蝶) 他出演:多数
- SUPER厳選シリーズ ナンパ男のデカチン18cmに興味があるS級美女をナンパ連れこみ中出しSEX盗撮 メリメリ挿入する悶絶の一部始終を完全盗撮！そしてAV発売3 (6月23日、POST) 他出演:滝本アリサ、他２名
- 【VR】秋●原のメイドは絶対やらないローションぬるぬるハーレムセックス (6月24日、ケイ・エム・プロデュース) 共演: 澁谷果歩、月本愛
- 【VR】全身舐め舐めよだれダラダラ ハーレムオナニー (6月27日、ケイ・エム・プロデュース) 共演: 澁谷果歩、月本愛
- 【VR】禁断の関係 童貞弟を優しいお姉ちゃんが筆おろしSEX (6月30日、ケイ・エム・プロデュース)
- 「ねぇ？あたしと一緒にチャットでいっぱ～いHなことしよ◆」 制服美少女！ピチャピチャ潮吹きLIVEチャットオナニー18人！8時間superBEST 3 (7月1日、グレイズ) 他出演:多数
- 空前絶後の超絶淫靡の鉄板女優 騎乗位 100名 (7月1日、鉄板) 他出演:多数
- 冴えない巨チンの僕がまさかのハメまくり撮影会 日焼けあとアイドル編 (7月14日、BAZOOKA) 共演:澁谷果歩、月本愛
- 【VR】最強美少女4姉妹が弟に性教育 (7月14日、CASANOVA) 共演:あおいれな、阿部乃みく、篠宮ゆり
- 【VR】ハズレ無し風俗店 (7月14日、CASANOVA) 共演:あおいれな
- 拘束した女を犯したいという抑えきれない衝動8時間 (7月19日、ROOKIE) 他出演:多数
- レズれ！祝4周年記念 女と女のガチイキ！総勢53名の レズビアン大乱交ベスト10時間スペシャル (7月19日、レズれ！) 他出演:多数
- 超巨根性交 デカチンに魅せられる女達 BEST OF BEST 55名 (7月19日、鉄板) 他出演:多数
- お尻大好きしょう太くんのHなイタズラ (7月20日、グローリークエスト)
- 逆イカセ4時間～凄腕テクの女優さんが力を合わせて4時間イカセまくってヌキまくる～ (7月21日、BAZOOKA) 共演:篠田あゆみ、北川エリカ、乙葉ななせ、川菜美鈴、蓮実クレア、浜崎真緒、香山美桜
- カワイイ顔こそが一番ヌケる！顔だけで選んだ超S級最強美女BEST50！！ (7月28日、S級素人) 他出演:---
- 【VR】絶童 (7月28日、CASANOVA) 共演:あおいれな、阿部乃みく、篠宮ゆり
- 【VR】SEXのハードルが異常に低い世界～エンドレスに大量ザーメンを連続射精する僕～ (8月1日、ディープス) 共演:浜崎真緒、阿部乃みく、江上しほ
- 【VR】美少女だらけの合コンでまさかのエロハーレム (8月11日、CASANOVA) 共演:あおれいな、阿部乃みく篠宮ゆり
- 一緒に洗車に来たツレの彼女がまさかのノーブラ！僕のエロ視線で羞恥興奮した彼女の乳首が超ビンビンなので… (8月18日、クリスタル映像) 他出演:---
- 納涼！夏の水着祭り！ ビキニ×競泳水着×スク水 8時間30選！！ (8月18日、クリスタル映像) 他出演:多数
- 近親相汗 「火照る肉体、蒸れた子宮、ガマンできない親子の本能」 (8月19日、VENUS)
- 拘束した女を犯したいという抑えきれない衝動8時間 (8月19日、ROOKIE) 他出演:多数
- 70名 トロけるような恍惚の表情 クンニ激昇天 2 (8月19日、鉄板) 他出演:多数
- ねじ伏せる圧倒的征服感 寝バック65名 (8月24日、鉄板) 他出演:多数
- 意識朦朧 激ハードピストンSEX 3 (8月24日、鉄板) 他出演:多数
- 妄想全裸シチュエーション！！ 4時間SP (8月25日、ケイ・エム・プロデュース) 他出演:多数
- 生中出し濃蜜SEX100人8時間 4 (8月25日、ケイ・エム・プロデュース) 他出演:多数
- 僕が偶然助けた女の子は、ドМ調教された性奴隷だった。あまりにも不憫だから、一緒に生活して優しくしてあげたところ… (9月7日、山と空)
- 自画撮りプライベートオナニー 厳選ドスケベ美女14人！！ (9月7日、グローリークエスト) 他出演:多数
- お尻だらけのケツ穴御開帳学園2 アナルで羽ばたけ進路指導Ver. (9月7日、ROCKET) 共演:石原ルリカ、愛原れの、黒木いくみ、朝丘みなみ
- 無防備なタイトミニ姿でパンチラしている人妻に、フル勃起してしまい… (9月8日、プレステージ) 他出演:多数
- 痴漢冤罪報復-性悪不良JK3人を肉棒陵辱- (9月15日、プレステージ) 共演:冴木エリカ、君色花音
- レジェンド・オブ・BAZOOKA 100人8時間 (9月7日、ケイ・エム・プロデュース) 他出演:多数
- 拘束した女を犯したいという抑えきれない衝動8時間 (9月19日、ROOKIE) 他出演:多数
- ねっとりと誘惑しながら痴女ってくるえっちなえっちなお姉さん4時間スーパーベスト (9月22日、ケイ・エム・プロデュース) 他出演:
- めっちゃカワ従順メイド中出し 時々オナニー4時間 (10月1日、グレイズ) 他出演:多数
- 鉄板の真髄を見よ！汗だく性交 BEST (10月1日、鉄板) 他出演:多数
- 淫語で責め続けるド淫乱痴女SEX 50人500分スペシャル 2 (10月7日、ケイ・エム・プロデュース) 他出演:多数
- セックスで大切なことはすべて君とのオナニーが教えてくれた (10月13日、アロマ企画) 他出演:夏希みなみ、早川瑞希、涼海みさ、水嶋アリス
- 美少女レズビアン ～彼女が教えてくれたこと～ (10月13日、U&K) 共演:桜木優希音
- 友達のお姉ちゃんのミニスカパンチラが目の前に！僕の思春期チ○コに大接近したミニスカ尻のワレメが押しつけられてパンツ破れちゃうよ！ (10月19日、SWITCH) 共演:紗々原ゆり、諸星エミリー 、星井笑
- BAZOOKA厳選素材100人スーパーベスト8時間 (10月20日、ケイ・エム・プロデュース) 他出演:多数
- 【VR】射精コントロール！オナ指示痴女 vol.5 (10月20日、CASANOVA) 共演:南梨央奈
- 【VR】紺野ひかる フェラ マンガ喫茶でローターしこんで声我慢！もう…エッチなんだから！ (10月21日、ブイワンVR)
- 胸糞注意 結婚3年目住宅ローンで購入したマンションでラブラブ生活を送っていたのですが 上階にお住まいのカリスマDQN武丸先輩と言う漢の騒音問題に関して夫婦で抗議に行ったら逆ギレされて目の前で妻をヤラれてしまった時の話です (10月21日、JET映像)
- 父親が闇金で作った借金の肩代わりをさせられた不幸な女子校生 債務者の娘 (10月25日、JUMP)
- 喉奥を犯す巨根 撃フェラチオ (11月1日、鉄板) 他出演:多数
- 夫の実家で起こった悲劇 (11月2日、グローリークエスト)
- ガックガクの女 痙攣発作ガチイキBEST 2 (11月3日、アロマ企画) 他出演:KAORI、森沢かな、卯水咲流
- 激安料金の脱毛施術にひかれてホイホイきたギャルばかりを狙う激安脱毛サロンの卑劣なワナ (11月10日、ケイ・エム・プロデュース) 他出演:並木杏梨、丸山れおな
- BAZOOKA×おかず×宇宙企画 ずっと見つめ合う主観SEX 100名SUPER BEST (11月10日、ケイ・エム・プロデュース) 他出演:多数
- ノーブラミニスカ挑発倶楽部 (11月13日、アロマ企画) 他出演:篠崎みお、雪美えみる、あず希、あやね遥菜
- 人妻交姦スワッピング性交 07 寝取らせたい夫達と、その欲望を受け入れる妻達 (11月17日、MAD) 共演:浜崎真緒
- 淫乱女優限定！大酒呑み泥酔大乱交 (11月25日、セレブの友) 共演:浜崎真緒、二宮和香、橋下まこ
- 酔いレズ～酒とビキニと女と女～ (12月1日、U&K) 他出演:桜木優希音、江上しほ、早野いちか、ERIKA、藤本紫媛、長谷川夏樹、仁美まどか
- 騎乗位で上半身を動かさずに腰だけをグイングイン振りまくって中出しさせる馬乗りドスケベ美女1 (12月7日、グローリークエスト) 他出演:佐々波綾、水谷心音、川村まや、保坂えり
- ビビアン 2017年上半期コンプリートBEST 8時間 (12月7日、ビビアン) 他出演:多数
- お節介なヤンキー姉貴のスペシャルED治療 (12月8日、ケイ・エム・プロデュース)
- オーロラプロジェクトダイジェスト 48連射 2016.12月～2017.05月 (12月13日、 オーロラプロジェクト・アネックス) 他出演:多数
- JKの馬乗りスタイルマッサージ店の生パンティー越しのマ○コの温もりがあまりにも気持ち良すぎると話題に。 2 (12月15日、アロマ企画) 他出演:あず希、篠崎みお、一ノ瀬恋
- オーロラプロジェクトダイジェスト 48連射 2016.12月～2017.05月 (12月15日、オーロラプロジェクト・アネックス) 他出演:多数
- 初めての膣挿入！！童貞喪失筆おろし8時間 (12月15日、クリスタル映像) 他出演:多数
- 宇宙企画35周年記念 女子校生中出し4時間BEST (12月15日、ケイ・エム・プロデュース) 他出演:多数
- レズれ！2017年間プレミアムベスト 女と女のイカセ合い10時間SP (12月19日、レズれ！) 他出演:多数
- 挑発！パンチラオナニー2 (12月21日、グローリークエスト) 他出演:多数
- BAZOOKA 2017年下半期BEST 4時間完全保存版 (12月22日、ケイ・エム・プロデュース) 他出演:多数
- 狂乱ノンストップ同性愛 (12月25日、セレブの友) 共演:浜崎真緒、二宮和香、橋下まこ
- 鬼固定でマ○コに突き刺し腰をグリグリ動かす気持ち良すぎる対面座位 8時間 (12月25日、ROOKIE) 他出演:多数
- 【VR】彼女の浮気を目撃しながら彼女の妹と濃密セックス (12月31日、ダスッ！) 共演:加藤あや

#### 2018年
- 下半身タッチNGのセクキャバで体験入店の女子ばかりを言葉巧みにオトし本番中出しする悪徳客の実態を捉えた！3 (1月1日、変態紳士倶楽部) 他出演:---
- 小悪魔挑発ギャル8時間総集編2枚組BOX～JOI＆未公開シーン特別編付～ (1月1日、MARRION) 他出演:跡美しゅり、あおいれな、広瀬うみ、向井藍、麻里梨夏、川村まや
- 足腰ガクガク！！ ハードピストン立ちバック 100名 BEST OF BEST (1月1日、鉄板) 他出演:多数
- 小悪魔挑発ギャル8時間総集編2枚組BOX～JOI＆未公開シーン特別編付～ (1月1日、MARRION) 他出演:跡美しゅり、あおいれな、広瀬うみ、向井藍、麻里梨夏、川村まや
- 極上ボディで何度も射精させちゃう超淫乱高級デリヘル嬢 (1月12日、ケイ・エム・プロデュース) 他出演:天野美優、倉多まお、波多野結衣
- プリ尻ホットパンツ×気持ちよすぎる腿コキ (1月12日、アロマ企画) 他出演:多数
- 姉友が媚薬で発情！お風呂のガラス扉越しにお尻を張り付け挿入懇願！出会いのないボクが姉の家に転がり込んでみたら…女子大生の姉の友達が頻繁に泊まりに来るのでムラムラしまくり！だけど全く相手にされず生殺し状態！！悔し過ぎるボクはお風呂のお湯に媚薬を混入！… (1月19日、Hunter) 他出演:---
- 根っからのち○ぽ好き かぶりつき生尺女 (1月26日、ケイ・エム・プロデュース) 他出演:多数
- Quiz 人気セクシー女優・紺野ひかるに聞きました完全版～全問正解すれば人気女優とSEXできる！ (1月20日、パラダイステレビ)
- ヤリマン女子社員に狙われた僕！あの手この手でギン勃ちさせられ、机の下でくわえこんで放さない。社内で即ハメを求めてこられ僕は先輩女子社員の性奴隷にされちゃった (1月25日、SWITCH) 他出演:---
- 【VR】360°でシェアルーム (1月26日、CASANOVA) 他出演:浜崎真緒、若槻みづな、他
- 童貞筆おろしドキュメント！！！母性溢れるこんぴかの中出し卒業式！！！ (2月1日、MILK)
- かわいい素人娘の前バリぷにマ○コ三輪車レース (2月1日、はじめ企画) 他出演:---
- キミだけに語りかけ！美少女！制服！メイド！アニコス！48人！オマ●コぴちゃぴちゃ指入れ自画撮りオナニー8時間 superBEST (2月1日、グレイズ) 他出演:多数
- 美少女仮面オーロラ (2月1o日、GIGA)
- 【VR】声我慢シチュエーションオムニバススペシャル！内緒でこそこそとHすると、すごく興奮しちゃうよね！ (2月11日、ケイ・エム・プロデュース) 他出演:河南実里、南梨央奈
- 【VR】リアル性教育！！カラダで教えるから、すぐ実践可能！ (2月11日、ケイ・エム・プロデュース)
- 楽しんでヌケる！！エロバラエティ企画レーベルうまなみ全部盛り4時間BEST 素人ナンパから痴漢・痴女・巨乳温泉などの王道シチュエーションまで有名人気女優がそろい踏み！！圧倒的ボリュームで満足度NO.1の豪華総集編！！ (2月16日、ケイ・エム・プロデュース) 他出演:多数
- 朝から晩までこんぴかと呑みまくり！泥酔でヤリまくり ガチプライベートナマパコ動画！ (2月16日、チキチキカマー/妄想族)
- 彼氏が寝てる隙に超可愛い彼女を襲って中出し (2月20日、ハイライト)
- 絶対に聞こえてはいけない、絶対にバレてはいけない禁断の声ガマン寝取り映像スペシャル (2月23日、ケイ・エム・プロデュース) 他出演:多数
- 最強属性19 (2月23日、プレステージ)
- ピル飲んでも無駄無駄ァ！スーパーベスト4時間18人SP 妊娠するまで終わらない中出しセックス…。チ○ポ抜かずに10発以上ドクドク注ぎ込まれる激カワ性欲モンスター娘。 (2月23日、ビッグモーカル) 他出演:多数
- 茶髪の素人ムスメ達50人4時間SuperSelection (2月23日、Ｓ級素人) 他出演:---
- 【VR】リピート率No.1予約が取れない超絶かわいいデリヘル嬢が○学時代の同級生だった！！ダメもと交渉でまんまと中出しSEX (3月1日、KMPVR)
- 【VR】女の子って柔らかくってきもちイイでしょ◆思わずベロチュウしたくなる 体感レズ (3月1日、KMPVR) 共演:波多野結衣、倉多まお
- 【VR】エロすぎるセックスインストラクターのチ●ポ強化トレーニング！！ (3月4日、ケイ・エム・プロデュース) 共演:倉多まお、天野美優
- 【VR】360°！導きの快感研究所 (3月9日、CASANOVA) 共演:浜崎真緒、若槻みづな、生駒はるな、紗凪美羽、星宮あかり、百合沢りん、松浦ゆい、二葉あかり
- シ●タ狩り娼婦 (3月15日、グローリークエスト)
- BAZOOKA 2016年下半期BEST 4時間完全保存版 (3月16日、ケイ・エム・プロデュース) 他出演:多数
- 愛欲接吻レズビアン 若妻と義妹 粘液交わる淫らな関係 (3月21日、HIBINO) 共演:早野いちか
- 「このパンティーもお願いしよーかしら」宅配洗濯代行で訪問先のお姉さんがいきなり目の前でパンティー脱ぎ始めたら俺どーする？もちろん勃起しちゃうよね（ハート）それ見て興奮したお姉さんがお尻で誘ってきたら俺どーする？もちろんその場で即ヤッちゃうよね！！ (3月21日、SWITCH) 他出演:---
- まるでお茶でも誘うようなノリで『ヤっていかない？』と童貞の僕に声をかけてくる近所のヤリマン若妻！！ (3月21日、アイエナジー) 他出演:---
- ショートカット美女 中出し50人240分SPECIAL (3月21日、ケイ・エム・プロデュース) 他出演:多数
- 無邪気な少女のエッチなお遊戯 「溜まってるもの全部出して」 2 (3月25日、jump-av) 他出演:多数
- 大昇天大噴出 限界絶頂イカセ 40名 (4月1日、鉄板) 他出演:多数
- 「もうお父さん以外とはムリ！」再婚相手の年頃の娘が小悪魔パンチラ見せつけて俺をその気にさせる 「ママとSEXするなんて許さないから！」母がいるのに、こっそりチ○ポを横取りスリルを楽しむ本当にイケナイ娘なんです、叱ってやってください。 (4月2日、SWITCH) 共演:---
- 完全撮りおろし！主観フェラ抜き体験8時間！Vol.4 (4月13日、オーロラプロジェクト・アネックス) 他出演:多数
- ザ・ピストン騎乗位 (4月5日、グローリークエスト) 他出演:多数
- 思●期チ●ポに興奮する猥褻女家庭教師がした事の全記録BEST vol.1 (4月19日、グローリークエスト) 他出演:多数
- ゴーゴールーキーガールズセクシー！淫乱！痴女！パリピ！目が合ったらヤラせてくれそうな超SEX大好きお姉さん8時間 (4月19日、U&K) 他出演:多数
- 集団突き出しピタパン尻に大興奮！！ヨガ教室に参加してみたら男はボク1人！？周りを見渡すとヨガのポーズでお尻が強調されたピタパン女子だらけでとにかくエロ過ぎる！！そんな環境なので…勃起しまくり！勃起していたら当然、バレてしまい醜態をさらすハメに！だけど… (4月19日、Hunter) 他出演:---
- 酔いレズ～酒とビキニと女と女～ (4月23日、U&K) 他出演:桜木優希音、江上しほ、早野いちか、ERIKA、藤本紫媛、仁美まどか、長谷川夏樹
- 愛欲接吻レズビアン 若妻と義妹 粘液交わる淫らな関係 (4月23日、ヒビノ) 共演:早野いちか
- 【VR】これがKMP VRだ！！超バカ売れ作品詰め合わせ大ヒット御礼SUPER BEST part8！！ (4月26日、KMPVR) 他出演:多数
- 女看守が囚人たちを必ずレズ堕ちさせるレズビアン女子刑務所 (5月7日、ビビアン) 共演:伊東真緒、真木今日子
- 義母娘 接吻レズ調教 総集編4時間 (5月7日、ビビアン) 他出演:多数
- ゴミ捨て場のノーブラ奥さん9人 近所とはいえ下着も付けずに出歩くのは欲求不満な証拠！汚いゴミ捨て場で犯されて興奮しちゃう変態人妻 (5月7日、かぐや姫Pt/妄想続) 他出演:多数
- ママ友と姉友が我が家で女子会！僕の目の前でパンチラ＆パイチラ見せつけて「子供のくせにこんな大きくさせて生意気だぞ！」狙ってるのは即反応しちゃってる僕の股間！「チ○ポの数が足りてないよ」って僕の友達まで呼び出され大人女子6人に肉食目覚めさせられちゃった。 (5月10日、SWITCH) 共演:---
- ヒロイン討伐Vol.82 スパンデクサーコスモエンジェル (5月11日、GIGA)
- 全裸家政婦ハーレムスペシャル (5月18日、ケイ・エム・プロデュース) 共演:尾上若葉、浜崎真緒、夏目優希
- 35周年Anniversary！美少女中出しSEX BEST4時間スペシャル (5月18日ケイ・エム・プロデュース) 他出演:多数
- 宇宙企画2016 メモリアルベスト (5月18日、ケイ・エム・プロデュース) 他出演:多数
- いやぁ！！だめだめだめぇぇぇっ！！！！ 中出しを嫌がり必死に抵抗する女を完全絶望させる中出し8時間 (5月19日、ROOKIE) 他出演:多数
- 【VR】KMP VR 売上TOP25 スーパーBEST (5月29日、KMPVR) 他出演:多数
- 禁断介護 紺野ひかる（GVG-687）（6月7日、紺野ひかる）[8]
- 美少女30人の精神崩壊トラウマSEXBEST 4時間 (6月8日、ケイ・エム・プロデュース) 他出演:多数
- 女が本気でイキ乱れる射精直前の激しい腰振りバック8時間ベスト (6月19日、ROOKIE) 他出演:多数
- BAZOOKA100人480分 永久保存版超豪華スペシャル (6月22日、ケイ・エム・プロデュース) 他出演:多数
- JKの馬乗りスタイルマッサージ店の生パンティー越しのマ○コの温もりがあまりにも気持ち良すぎると話題に。 2 (6月24日、アロマ企画) 他出演:あず希、篠崎みお、一ノ瀬恋
- ゼッタイ孕ます危険日中出しBEST8時間 (6月25日、ダスッ!) 他出演:多数
- 素人娘達のピストンバイブ フェラ早抜き競争 3（10月13日、はじめ企画）他出演:森はるら、日向うみ、藍原あおい、御坂りあ、夏原唯
- 一般素人男性モニタリング企画 街頭インタビュー中にナイショでご本人登場!!波多野結衣 篠田ゆう 紺野ひかると素人さんがご対面中出しSEX (11月8日、ケイ・エム・プロデュース/Million) 共演:波多野結衣、篠田ゆう
- 黒き魔装の誘惑11　美聖女戦士セーラーエルメス ファイアー＆ウォーター（12月28日）

#### 2019年
- ダブル鬼イカセ (2月8日、ケイ・エム・プロデュース/REAL) 共演:望月りさ
- ワキ出しっぱなし性交 (4月20日、レイディックス)
- 愛液唾液汗だく中出し性交 理性の吹き飛んだウチの妻  (4月26日、人妻花園劇場)
- 変態中年男大きなキャップ美少女がザーメン搾り取る (4月27日、シャーク)
- ノーブラノーパンで挑発してくるスケベ奥さんが隣に引っ越してきた! (5月2日、グローリークエスト)
- こんぴかしんどろ～む☆ (5月13日、バルタン)
- 濡れてテカってピッタリ密着 神スク水 紺野ひかる 美少女から人妻まで可愛い女子のスクール水着姿をじっとりと堪能！着替え盗撮から始まり貧乳から巨乳にパイパン、ハミ毛、ジョリワキ等のフェチ接写やローションソーププレイやスク水ぶっかけに生中出し等完全着衣で楽しむAV (6月6日、親父の個撮)
- 輪姦計画 受付嬢編 (6月7日、アタッカーズ)
- お色気お天気お姉さんと悪ガキ子役たち (7月4日、グローリークエスト)
- 射精依存改善治療センター 3 共同合宿編 異常性欲 精液過多 自慰中毒のあなたをサポートします (8月8日、SODクリエイト) 共演:加瀬ななほ、岬あずさ
- 幼なじみの近所のお姉ちゃん達のデカく成長した尻がミニスカからハミ出して僕を誘う。 昔みたいにスカートめくりしたら逆に興奮してきたお姉ちゃん 勃起チ○ポを自分からズボッてハメちゃった（8月8日、SWITCH）共演:加藤ももか、皆野あい
- むちむちデカ尻 神ブルマ 紺野ひかる ロリ美少女やぽっちゃり娘にピチピチブルマ＆体操着を着せ、ハミパン、ムレムレワレメを毛穴まで見えるほどの超ドアップ接写！さらに尻コキ、着衣お漏らし放尿やブルマぶっかけ、生中出し等ブルマ好きに送る完全着衣フェチAV (8月8日、親父の個撮)
- 触手の生贄 (8月19日、バミューダ/妄想族) 共演:浜崎真緒
- ヒロイン白目失神地獄28 美聖女戦士セーラーウォーターエルメス (9月13日、GIGA)
- 美少女戦士チアナイツ 最高の絶頂!キングエクスタシー誕生! (9月27日、GIGA)
- 露出・輪姦・ぶっかけ願望に憑りつかれた女  (11月7日、グローリークエスト)
- 【完全主観】満足度業界NO.1!働きたい男性をサポートするHな転職エージェントのお仕事 (11月8日、ケイ・エム・プロデュース/BAZOOKA) 共演:蓮実クレア、通野未帆、桜庭ひかり
- マンションの隣人が波多野結衣 篠田ゆう 紺野ひかるだったこと。そして家にやって来た彼女らとなぜか突然セックスをすることになった話。 (12月13日、ケイ・エム・プロデュース/ヒメゴト) 他出演:波多野結衣、篠田ゆう
- 町医者老人の顔舐め中出し変態カルテ (12月19日、グローリークエスト)
- 濃交 紺野ひかるのリアル中出しセックス (12月25日、マックス・エー)
- 「次は、あなたの番ですよね?」美人ウェディングプランナー復讐編 無理やり犯され、強制連続中出しされ続けた…本当の理由。(12月26日、SODクリエイト) 共演:紗倉まな (主演)

#### 2020年
- 社長の息子のHな社会科見学 2 (1月2日、グローリークエスト) 共演:波多野結衣、山井すず
- 神パンスト 紺野ひかる 制服ロリ美少女の美脚を包んだ生ナマしいパンストを完全着衣でムレた足裏からつま先を味わい尽くす!時には顔騎や足コキ、時には中出し、時にはお尻にコスってぶっかけとやりたい放題!発情させられた女の変態調教絶頂プレイを楽しむフェチAV (1月9日、親父の個撮)
- ささやき淫語で男性を確実に昇天させる絶品中出しチャイナエステ (1月17日、ケイ・エム・プロデュース/BAZOOKA) 他出演:愛華みれい、蓮実クレア、通野未帆
- 彼氏の父親と犯りまくった七日間 (1月18日、NAGIRA)
- ツンデレ美女の即堕ちデレご奉仕フェラ！！態度180°急展開でデレデレ濡れマ○コに急変！ (2月4日、プレステージプレミアム)
- SOD酒場ドキュメント ほろ酔いキカタン送迎ナンパ 紺野ひかるの場合 (2月11日、SODクリエイト)
- 人妻中出し温泉不倫旅行 (2月25日、マックス・エー)
- 俺の素人 ヒカル (3月5日、俺の素人:MGS動画)
- 鬼詰のオメコ 無限発射編（10月23日、TMA）共演:渚みつき、阿部乃みく、紺野ひかる

#### 2022年
- 3股していたことが彼女たち全員にバレてフラれるかと思いきやまさかの争奪戦勃発！「私が一番でしょ？」と代わる代わる襲われヌカれまくっちゃった僕 (11月23日、SODクリエイト)
- 明日にはパパになるっていうのに、こんなことしていいんですか？ 不妊治療編 紺野ひかる（12月6日、ドリームチケット）[7]
- 「終電ないならうちのシェアハウスに泊まりなよ」会社先輩のシェアハウスで始発を待つことにしたけど住んでいる人たちは、ノーパンノーブラ部屋着の無防備な格好！思わず勃起したら朝まで精子を搾り取られた。（12月22日、SODクリエイト）

#### 2023年
- 会社の近くに引っ越したせいで、大雨が降った日はちょっとSっ気のある部下3名のたまり場に。無防備なスケスケ姿で誘惑されたボクは遠距離恋愛中のカノジョにナイショで浮気ハーレム逆NTR（1月12日、SODクリエイト）
- 田舎の喫茶店は暇すぎて3人のバイト娘の遊び道具にされちゃう僕はいつも精子が足りません…（1月26日、SODクリエイト）
- 「ねぇ、もう1回シようよ」正真正銘生中出し生ハメ3SEX 美人ギャルのま○こから溢れるくらいザーメン注入（2月12日、ファーストスター）
- 紺野ひかるが夜から朝までパリピ＆ビッチでキメるエンドレス飲みパコ!（4月4日、マックス・エー）
- ガチ中出し女優ちゃん 紺野ひかる（6月27日、ファーストスター）
- 親友の彼女のデカ尻ギャルの無防備パンチラに我慢できず彼氏より大きい嫉妬勃起デカち○ぽで何度もNTR即ハメ中出し!（7月4日、ルナティックス）
- 某AV事務所で働く美人女子マネージャーがクライアント相手に肉体接待 「社長の言う通りにしたら本当にお仕事いただけますか?」 紺野さん（7月22日、JUMP）
- シガレット不倫 ～隣人妻とタバコで繋がるベランダ禁断愛～（8月10日、YONAKA）共演：トニー大木
- チ●ポがぶっ壊れるまでやめてくれない唾液ダラダラ舐めずりW痴女（9月12日、バルタン）共演：浜崎真緒
- セフレちゃん ひかる ー会えば絶対ヤラせてくれる女ー（12月12日、ティーチャー/妄想族）

#### 2024年
- あなたの彼女を200％痴女化させるためのHow to M男講座 ベテラン超絶技巧のAV女優3名の先生によりドSな授業開講スペシャル！！ 大槻ひびき 紺野ひかる 森沢かな（5月9日、SODクリエイト）
- 人妻の花びらめくり 紺野ひかる (人妻援護会/エマニエル)
- 【ASMR×完全主観】声の出せない状況でこっそり誘惑痴女の囁き淫語オナサポ12発射精（5月23日、SODクリエイト）
- 紺野ひかる×神納花 姉御の個撮 神レズ競泳水着 女が自らカメラを持ち可愛い女子の水着姿をじっとり撮影！親父の個撮ゆずりのハミ毛、ジョリワキ等のフェチ接写はもちろん女に撮られる恥辱放尿やローション密着やレズSEXを完全着衣で楽しむレズハメ撮りAV (6月13日、親父の個撮)
- マゾ女を性奴●にできるSMガールズBar 紺野ひかる (6月15日、グローリークエスト)
- ママ友に誘われたマッチングアプリで、‘推しの年下’を一緒に甘く飼い慣らす。 水戸かな 紺野ひかる (6月21日、マドンナ)
- 【VR】エロ可愛すぎる俺の嫁がいつも発情してるから浮気する気にもならない 紺野ひかる (6月28日、AQUA＜アクア＞)
- 【VR】紺野ひかる 猛接近限界着エロVR ～超美系顔面＋色気＋淫語で完全悩殺ドM調教～ (7月19日)
- 会社の後輩が思い出作りをしたいからと婚約中の僕に迫ってきた話 紺野ひかる（配信開始:8月30日、アタッカーズ）
- わたし黒人さんと交尾がしたい！美人でデカチン好きおねえさん！待望の黒人FUCKでメス昇天！ 紺野ひかる (9月14日、ミスマッチ/妄想族)
- 【VR】【同級生の喪服】10年ぶりに田舎に帰省して再会した幼馴染に不謹慎だけど欲情してしまいました…。 紺野ひかる（10月17日、VRパラダイス）
- 超攻撃的なパンスト接写＆足コキオナニー（11月5日、マックス・エー）
- めちゃカワで評判のカフェ店員が中年オヤジ相手に濃密プレイ！クンニで溢れる愛液汁だく性交！！ 紺野ひかる (11月30日、オリンポス)

### イメージDVD
- 妻美喰い 日常エロス（2014年8月28日、オルスタックピクチャーズ）

## 出演

### テレビ番組
- ざっくりハイタッチ緊急修行中！小籔の俺は偉いお坊さんになりたい!!（2014年8月17日、テレビ東京）
- ざっくりハイタッチデートしてくれへん？（2014年9月21日、テレビ東京）-副音声出演
- 明けまして、ざっくりハイタッチです!4時間も?生放送スペシャル（2015年1月1日、テレビ東京）
- ざっくりハイタッチ全員まとめて清めたまえ ざっくり厄祓い（2015年3月22日、テレビ東京）
- 阿部乃ちゃんねる（2014年、2016年、2017年、2020年、エンタ!959）
- SPICE×BOYS #9（2015年9月、エンタ!959）
- 魚拓と成瀬のツキとスッポンぽん#53,#54（2015年9月6日,13日、パチ・スロ サイトセブンTV）
- ビ～チ9（2018年11月、テレビ埼玉） - マンスリーゲスト
- WILD ONE+VIBEBAR presents 春のデンマ祭り（2019年4月18日、パラダイスTV）[9]
- ダラケ! 〜お金を払ってでも見たいクイズ〜（BSスカパー!）♯38-39   スカパー！アダルト放送大賞2020ノミネート女優大集合！人気セクシー女優ダラケのA-1グランプリ2020！！前編/後編 (2020年1月13日,1月27日)
- 湯らり鉄道 女子ふたり旅 -BSスカパー！ver.-（2020年5月、BSスカパー!）- 阿部乃みくと共演[10]

### ウェブテレビ
- 最前列よりさらに前！近すぎる芸人（2018年8月24日、9月21日、360Channel）
- 今日だけ、AV女優を辞めます。（2018年12月25日 - 2019年1月18日、U-NEXT[11]）

### 舞台
- GIGAスーパーヒロインライブvol.10（2023年8月5日、from scratch）- モーターピンク/セーラーウォーターエルメス 役[12]
- GIGA30周年スーパーヒロインライブ2Days（2025年6月28日、from scratch）- セーラーウォーターエルメス/モーターピンク 役

### ラジオ
- 紺野ひかるのぴかるん☆レボリューション（2024年11月26日 - 、ラジオクロニクル）